# Leptodactylus stenodema
Leptodactylus stenodema es una especie de ránidos de la familia Leptodactylidae.

## Distribución geográfica
Se encuentra en Brasil, Colombia, Ecuador, Guayana Francesa, Guyana, Perú, Surinam y, posiblemente, Bolivia.

## Estado de conservación
Se encuentra amenazada de extinción por la pérdida de su hábitat natural.